# بيانكا كاجليش
بيانكا ماري كاجليش (بالإنجليزية: Bianca Kajlich)‏ (ولدت في 26 مارس 1977) هي ممثلة أمريكية. لعبت دور البطولة وأعمال الدعم في التلفزيون والسينما بما في ذلك دور جنيفر على سي بي إس قواعد الارتباط الكوميدية(2007-2013).

## حياتها
ولد بيانكا في سياتل-واشنطن، ابنه بآتي والدكتور أوريل جان كاجليش. وكان والدها من سلوفاكيا وأمها من أصل إيطالي. وهي تخرج من مدرسه المطران بلانكيت الثانوية في سياتل -واشنطن، والتحقت بجامعة واشنطن الحكومية في بولمان-واشنطن.

## مهنة
بدأت بيانكا مسيرتها المهنية مع مسرح الباليه الأولمبي كراقصة باليه في إدموندز-واشنطن. بعد سبع سنوات، قررت أن تحاول التمثيل. وبحلول ذلك الوقت، كانت قد تولت بالفعل أدوارًا ريادية في نهر سوان ليك، وكسارة البندق. كان أول جزء تمثيلي لها في إعلان لشركة كراجين لقطع غيار السيارات. ظهرت منذ ذلك الحين في الأفلام «برنج ات اون» ، و10 أشياء أكرهها بشأنك، وعيد جميع القديسين: القيامة، و30 دقيقة أو أقل. كما كان لها أدوار متكررة في المسلسل التلفزيوني بوسطن العامة مثل ليزا جرير، بالإضافة إلى أدوار في مسلسل روك مي بي بي التابع لـ UPN ومسرحية فوكس اختفت.
في مارس 2013، تم اختيارها كشخصية رئيسية في المسلسل الهاتفي NBC Undateable، والذي تم عرضه لأول مرة في 29 مايو 2014 وانتهى في 29 يناير 2016.
في أكتوبر 2017، ظهرت مثل بولا، وهي عاهرة تربطها علاقة صداقة للاري ديفيد في اكبح حماسك.

## حياتها الشخصية
تزوجت بلاعب كرة القدم لاندون دونوفان في 31 ديسمبر 2006.انفصل الزوجان في أواخر عام 2009وتم تقديم الطلاق في 23 ديسمبر 2010.في 16 ديسمبر 2012، تزوجت من الشخصية مايكل كاتروود.أنجبت بيانكا أول طفل لها وهو ماغنوليا، في أبريل 2014.

## وصلات خارجية
- بيانكا كاجليش على موقع IMDb (الإنجليزية)
- بيانكا كاجليش على موقع ألو سيني (الفرنسية)
- بيانكا كاجليش على موقع أول موفي (الإنجليزية)
- بيانكا كاجليش على موقع قاعدة بيانات الأفلام السويدية (السويدية)
- بيانكا كاجليش على موقع إن إن دي بي (الإنجليزية)
- بيانكا كاجليش على موقع قاعدة بيانات الفيلم (الإنجليزية)
- بيانكا كاجليش على موقع كينوبويسك (الروسية)
- Rules of Engagement Cast Bio – Bianca Kajlich
- Donovan Files for Divorce from Bianca Kajlich.
- Bianca Kajlich on Twitter